# استیل کورنرز
استیل کورنرز (به انگلیسی: Still Corners) گروهی بریتانیایی-آمریکایی در سبک دریم پاپ است که در سال ۲۰۰۷ شکل گرفت و اعضایش گرگ هیوز و تسا موری هستند.

## تاریخچه
موری و هیوز به‌طور اتفاقی در ایستگاه قطاری در لندن با هم آشنا شدند، زمانی که قطار به ایستگاه دیگری هدایت شد. موری اصالتاً اهل انگلستان است و هیوز در آریزونا و تگزاس بزرگ شده، سپس برای چند سال به انگلستان رفت تا زندگی هنری خود را دنبال کند.
استیل کورنرز نخستین اثر خود، «یادآوری فلفل؟»، را به صورت مستقل در ۱۳ ژوئن ۲۰۰۸ منتشر کرد، که پس از آن تک‌آهنگ «عاشق نشو» در ۳۰ اوت ۲۰۱۰ منتشر شد. این دو نفر در سال ۲۰۱۱ با شرکت ضبط ساب پاپ قرارداد امضا کردند و آلبوم اول کامل خود، موجودات یک ساعت، را با نقدهای مثبت منتشر کردند.
در اکتبر ۲۰۱۲، گروه تک‌آهنگ جدیدی به نام «چراغ‌قوه‌ها» منتشر کرد، که توسط پیچفورک به عنوان «بهترین تک‌آهنگ جدید» شناخته شد. گروه دومین آلبوم خود، «لذت‌های عجیب»، را در تاریخ ۷ مه ۲۰۱۳ از طریق ساب پاپ منتشر کرد. دومین تک‌آهنگ این آلبوم، «عاشقان برلین»، توجه گسترده‌ای را به خود جلب کرد. استیل کورنرز سومین آلبوم خود، آبی مرده، را در ۱۶ سپتامبر ۲۰۱۶ از طریق شرکت ضبط خودشان، «وِرکینگ لایت رکوردز»، منتشر کرد. آن‌ها ویدئوی اولین تک‌آهنگ آلبوم، «پسران گمشده»، را به اشتراک گذاشتند.

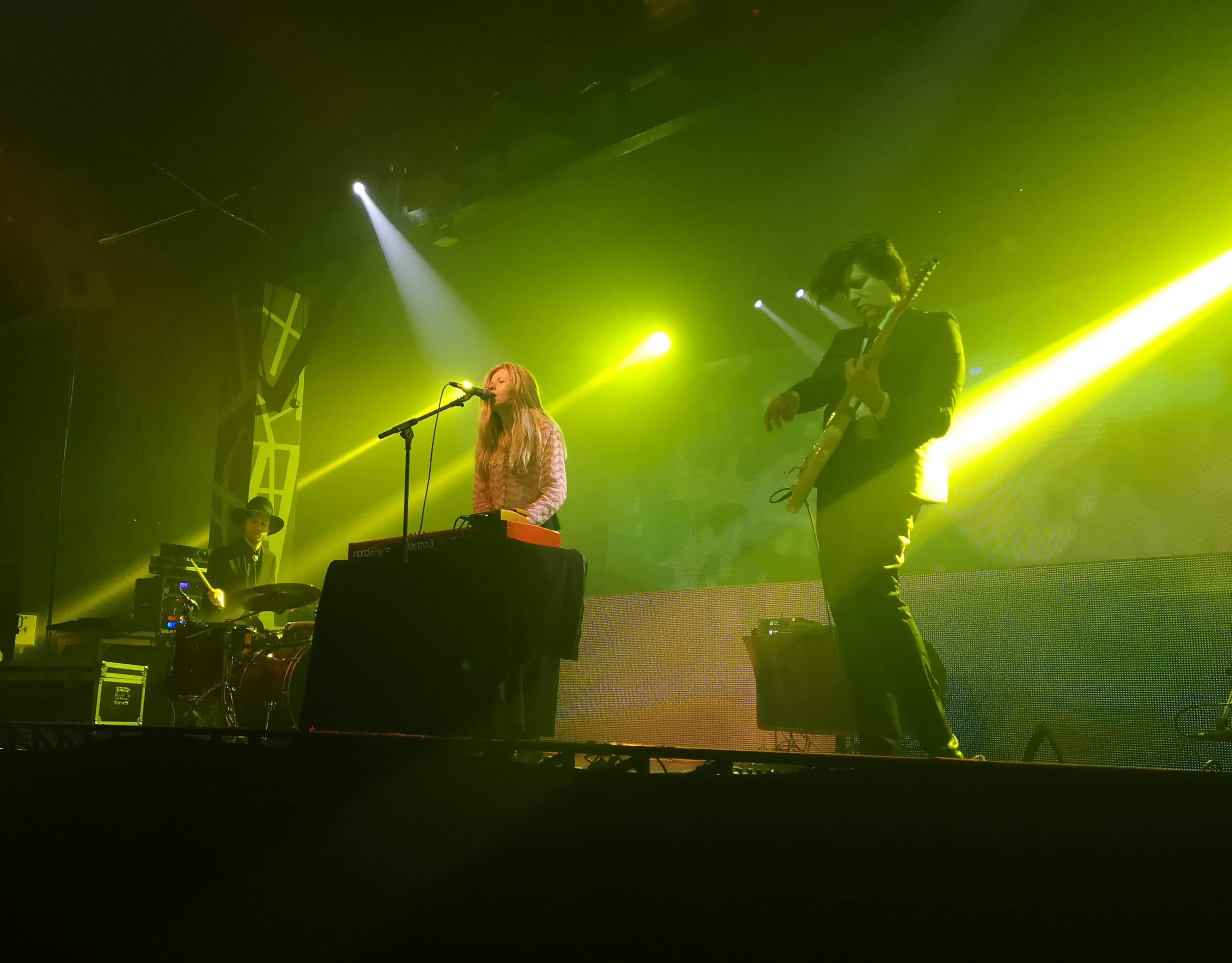
اجرای استیل کورنرز در بانکوک

در ۱۸ اوت ۲۰۱۸، گروه چهارمین آلبوم خود، هوا آرام، را از طریق وِرکینگ لایت رکوردز منتشر کرد. پس از انتشار، آن‌ها به‌طور گسترده در اروپا، آمریکای شمالی و آسیا به تور رفتند. پنجمین آلبوم آن‌ها، خروج آخر، باز هم از طریق وِرکینگ لایت رکوردز، در ۲۲ ژانویه ۲۰۲۱ منتشر شد. این آلبوم با سه تک‌آهنگ دیجیتال پیش‌درآمد داشت. گروه همچنین در وب‌سایت خود از تور اروپایی در اکتبر ۲۰۲۱ به حمایت از آلبوم جدید خبر داد. استیل کورنرز ششمین آلبوم استودیویی خود با عنوان گفتگوی خواب را در ۵ آوریل ۲۰۲۴ از طریق وِرکینگ لایت رکوردز منتشر کرد.

## اعضای گروه
- تسا موری – خواننده، کیبورد
- گرگ هیوز – چندساز، تهیه‌کننده، مهندس صدا